# Karsten Dörr

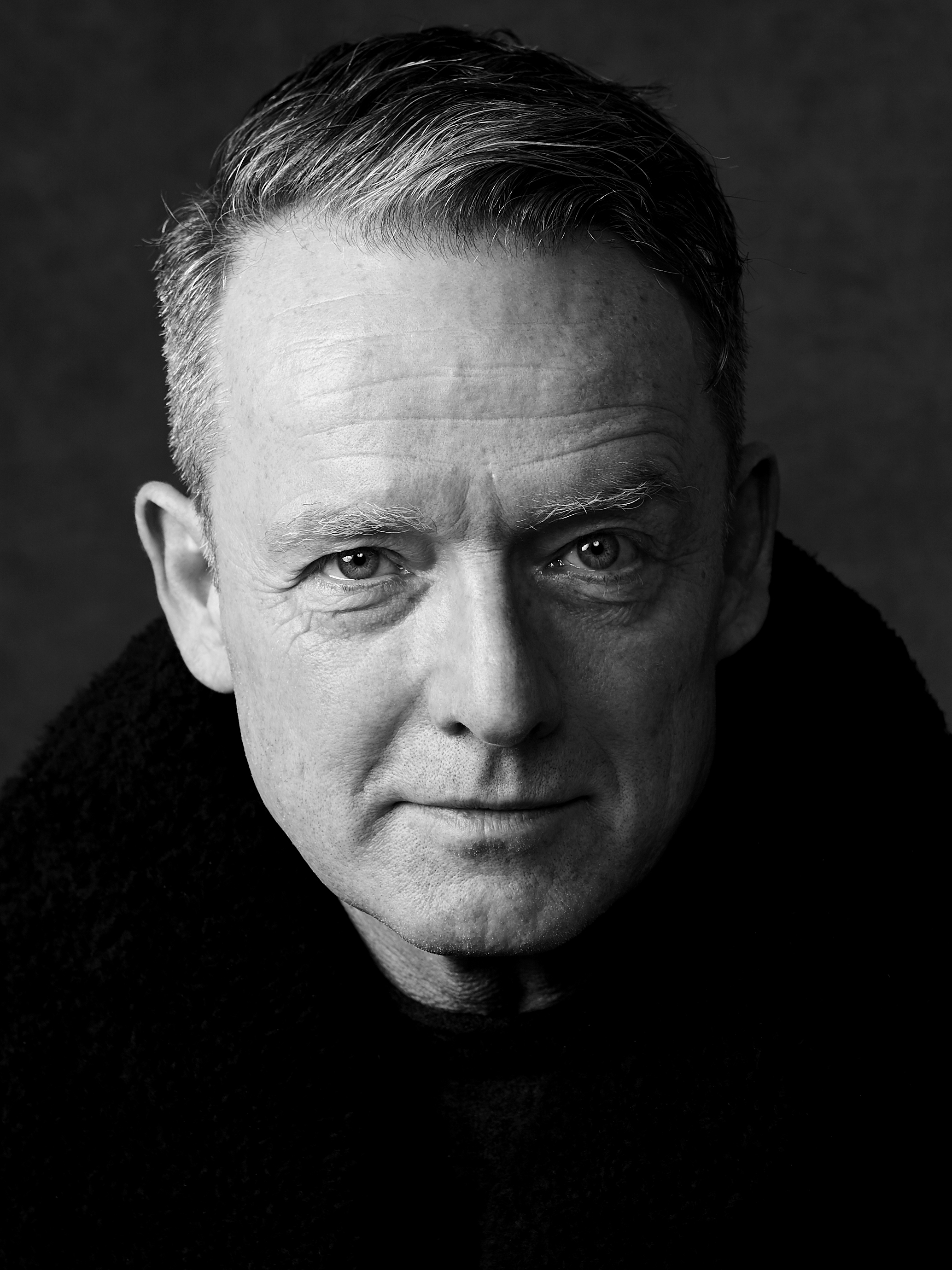
Karsten Dörr (2018)

Karsten Dörr (* 18. Mai 1964 in Lörrach) ist ein deutschsprachiger Schauspieler.

## Leben
Karsten Dörr wuchs in Basel auf. Seine künstlerische Laufbahn begann er 1983 als Regieassistent am dortigen Theater. Von 1984 bis 1988 studierte er Schauspiel am Konservatorium für Musik und Theater in Bern. Nebenbei arbeitete er als Moderator beim Schweizer Radio DRS. Dörr spielte in Bern und am Theater Freiburg, von 1988 bis 1992 hatte er ein Engagement am Theater Aachen, seitdem ist er freiberuflich tätig.
Seit Beginn der 1990er Jahre ist Dörr häufig Gast im Fernsehen und auf der Leinwand. Neben Episodenrollen in verschiedenen Serien und der Reihe Tatort war er in 13 Folgen der Krankenhausserie Hallo, Onkel Doc! zu sehen, in 97 Folgen der Krimiserie Die Wache verkörperte er die Rolle des Frank Ruland. Große Popularität erreichte Dörr daneben mit der Figur des Bernhard Faller, die er mit Unterbrechungen seit 1994 in der Reihe Die Fallers spielt.
In derselben Rolle wirkte Dörr 2003 in dem Hörspiel Die Fallers oder Wirren im Stollen mit.

## Filmografie (Auswahl)
- 1991: Heldenfrühling
- 1990: Exit Genua (All Out)
- 1991: Atemnot
- 1993: Unter einer Decke
- 1994–1999: Die Wache (97 Folgen als Frank Ruland)
- seit 1994: Die Fallers – Die SWR Schwarzwaldserie
- 1997: Lorenz im Land der Lügner
- 1999: Dr. Sommerfeld – Neues vom Bülowbogen – Aus Angst vor der Wahrheit
- 1999: SK Babies – Game over
- 1999: Für alle Fälle Stefanie – Aus dem Takt
- 1999: Hinter Gittern – Der Frauenknast (2 Folgen als Lothar Talberg)
- 1999–2000: Hallo, Onkel Doc! (13 Folgen als Dr. Max Geldorf)
- 2000: Geisterjäger John Sinclair – Ich töte jeden Sinclair
- 2000: Die Motorrad-Cops – Hart am Limit – Verräter in Uniform
- 2001: Im Namen des Gesetzes – Hetzjagd
- 2001: In aller Freundschaft – Die richtige Entscheidung
- 2001: Der Fahnder – Bis in den Tod
- 2002: Alarm für Cobra 11 – Die Autobahnpolizei – Wehrlos
- 2002: Polizeiruf 110 – Der Spieler
- 2002: Im Visier der Zivilfahnder – Terror Inc.
- 2002: Abschnitt 40 – Kopflos
- 2003: In aller Freundschaft – Frischer Wind
- 2003: Alphateam – Die Lebensretter im OP – Alte Geschichten
- 2004: Schloß Einstein (2 Folgen als Dr. Brand)
- 2005: Alarm für Cobra 11 – Die Autobahnpolizei – Jäger und Gejagte
- 2006: Tatort – Gebrochene Herzen
- 2006: Tatort – Nachtwanderer
- 2007: Im Namen des Gesetzes – Panik
- 2007: Kein Zurück – Studers neuster Fall
- 2009: Tatort – Altlasten
- 2010: Sechs Tage Angst
- 2011: Tatort – Tödliche Ermittlungen
- 2019: Der Bestatter – Spiel mit dem Feuer

## Hörspiele
- 2003: Die Fallers oder Wirren im Stollen – Autor: Hugo Rendler – Regie: Klaus Gülker